# Visconde de Torres Novas
Visconde de Torres Novas é um título nobiliárquico criado por D. Fernando II de Portugal, Regente durante a menoridade de D. Pedro V de Portugal, por Decreto de 12 de Setembro de 1855, em favor de António César de Vasconcelos Correia, depois 1.º Conde de Torres Novas.
Titulares
1. António César de Vasconcelos Correia, 1.º Visconde e 1.º Conde de Torres Novas.